# جان بيليتييه
جان بيليتييه هو صحفي وشخصية أعمال وسياسي كندي، ولد في 21 فبراير 1935 في ساغينيه في كندا، وتوفي في 10 يناير 2009 في مدينة كيبك في كندا بسبب سرطان القولون. نشط حزبياً في الحزب الليبرالي الكندي. وقد انتخب عمدة مدينة كيبك ‏ (1 ديسمبر 1977 – 5 نوفمبر 1989).